# 巴耶瓦达尔
巴耶瓦达尔（Bhayavadar），是印度古吉拉特邦Rajkot县的一个城镇。总人口18246（2001年）。

## 人口
该地2001年总人口18246人，其中男性9392人，女性8854人；0—6岁人口2037人，其中男1126人，女911人；识字率66.74%，其中男性为72.47%，女性为60.66%。